# 立陶宛—俄羅斯關係
立陶宛-俄罗斯关系是指立陶宛与俄罗斯之间的双边外交关系。立陶宛在莫斯科设有大使馆，在加里宁格勒和索维茨克设有领事馆。俄罗斯在维尔纽斯设有大使馆，在克莱佩达设有领事馆，但于2022年4月关闭。 俄羅斯的加里宁格勒州與立陶宛接壤。

## 外交
1991年7月27日，俄罗斯當局承认立陶宛獨立，两国于1991年10月9日建立外交关系。在立陶宛獨立後，俄罗斯军队在立陶宛短暫駐扎３年。
1993年8月，俄罗斯军队從立陶宛撤出。

### 2022年俄羅斯入侵烏克蘭後
2022年俄羅斯入侵烏克蘭後，立陶宛强烈谴责俄羅斯入侵，并呼吁各界为乌克兰提供军事、经济和人道主义援助。 立陶宛总统吉塔纳斯·瑙塞达于2022年2月24日宣布全國进入紧急状态。 立陶宛与其他欧盟成员国一起对俄罗斯制裁，並且立陶宛同時驱逐了4名俄罗斯外交官，結果俄罗斯将所有欧盟国家加入不友好國家名單。 
2022年4月，立陶宛宣布禁止进口俄罗斯天然气。4月4日，由於布恰大屠杀被曝光，立陶宛宣佈驱逐俄罗斯駐立陶宛大使并关闭俄羅斯驻克莱佩达领事馆同時降低与俄罗斯的外交关系级别。 立陶宛駐聖彼得堡領事館也被關閉。
2022年5月10日，立陶宛议会一致投票認定俄罗斯在乌克兰的侵略行為构成恐怖主义和种族灭绝。该动议認為俄罗斯在烏克蘭“蓄意杀害平民、大规模强奸、将乌克兰公民强行迁移到俄罗斯以及破坏烏克蘭的经济基础设施和文化遗址”。 
2022年6月8日，俄罗斯议员叶夫根尼·阿列克谢耶维奇·费奥多罗夫向杜马提交了一项法案，呼籲俄羅斯當局不要承认立陶宛是主權獨立國家。
2022年6月，立陶宛禁止俄羅斯本土经立陶宛境内铁路向加里宁格勒州运输大部分种类货物。6月20日，俄罗斯外交部召见了立陶宛驻俄罗斯临时代办，要求立陶宛取消運輸禁令。立陶宛方面表示他們是在執行歐盟制裁禁令，不受欧盟制裁约束的乘客和货物可以继续通过立陶宛领土进出加里宁格勒州。6月21日，加里宁格勒州新闻部门负责人表示，立陶宛已将加里宁格勒州的过境运输禁止范围从铁路运输扩大到了公路运输。俄方召见欧洲联盟驻俄代表团团长，就立陶宛的封锁提出抗议。7月23日，立陶宛铁路宣布再次允许俄罗斯通过立陶宛的领土把货物运输到加里宁格勒。
2022年9月23日，俄罗斯驻立陶宛大使馆指控立陶宛俄罗斯公民在立陶宛边境地区遭到殴打並要求立陶宛政府作出解釋。
2022年10月3日，立陶宛宣布驱逐俄罗斯驻立陶宛临时代办。
2024年12月19日，立陶宛议会通过法律修正案，将被列入立陶宛政府旅游禁令的国家公民范围中，拥有俄罗斯国籍的人禁止在立陶宛武装部队中服役，也不得参与任何形式的志愿兵役和义务兵役，而还在军队服役，并拥有俄罗斯国籍的人将不再服兵役。